# ميشيل غانيه
ميشيل غانيه هو رسام رسوم متحركة ورسام كارتون كندي، ولد في 1965 في روبيرفال في كندا.

## وصلات خارجية
- ميشيل غانيه على موقع IMDb (الإنجليزية)
- ميشيل غانيه على موقع قاعدة بيانات الفيلم (الإنجليزية)